# Ecclitica hemiclista
Ecclitica hemiclista är en fjärilsart som beskrevs av Edward Meyrick 1905. Ecclitica hemiclista ingår i släktet Ecclitica och familjen vecklare. Inga underarter finns listade i Catalogue of Life.